# Jack Crayston
William John „Jack“ Crayston (* 9. Oktober 1910 in Grange-over-Sands; † 26. Dezember 1992) war ein englischer Fußballspieler und Fußballtrainer. Der achtfache englische Nationalspieler gewann mit dem FC Arsenal als Spieler zweimal die englische Meisterschaft (1935, 1938) und 1936 den englischen Pokal. 20 Jahre später war er mit deutlich weniger Erfolg Cheftrainer des Klubs.

## Leben und Karriere
Crayston begann seine Karriere beim AFC Barrow in der dritten englischen Liga. Dort absolvierte er 77 Ligapartien, bevor er 1930 in die Second Division zu Bradford Park Avenue wechselte. Diesem Klub hielt er vier Jahre die Treue und während dieser Zeit erwarb er sich einen guten Ruf als Defensivspieler. Obwohl er sich in der Saison 1933/94 Handgelenk und Fuß brach, zeigte sich der Erstligist FC Arsenal nachhaltig an einer Verpflichtung interessiert und im Mai 1934 zahlte Trainer George Allison die Summe von 5.250 Pfund für Craystons Dienste. In einer Abwehrformation neben Frank Moss, Eddie Hapgood, George Male, Wilf Copping, Herbie Roberts und Bob John fand sich der Neuling gut zurecht und bereits bei seinem Debüt gegen den FC Liverpool gelang Crayston das erste Tor für die „Gunners“. Mit dem FC Arsenal gewann er 1935 und 1938 jeweils die englische Meisterschaft sowie 1936 den englischen Pokal. Nach diesen Erfolgen kam der Zweite Weltkrieg. Crayston diente in der Royal Air Force, aber in der Kriegsliga erhielt er sich in fast 100 Begegnungen weiter die Spielpraxis. Dabei verletzte er sich jedoch auch derartig schwer, dass er seine aktive Karriere beenden musste. International spielte er zwischen 1935 und 1937 acht Mal für die englische Fußballnationalmannschaft und in der letzten Partie gegen die Tschechoslowakei (5:4) schoss er sein einziges Tor für die „Three Lions“.
Nach seinem Karriereende und dem Austritt aus der Air Force wurde er Fußballtrainer. 1947 wurde er Co-Trainer von Tom Whittaker und nach dessen Tod im Jahr 1956 sein Nachfolger auf der Betreuerbank. Nach einem fünften Rang zum Ende der Saison 1956/57 stürzte der Klub jedoch im Jahr darauf auf den zwölften Rang ab, was wiederum die schlechteste Platzierung des Vereins nach 38 Jahren war. In der unmittelbaren Folge trat Crayston im Mai 1958 von seinem Posten zurück. Kurz darauf versuchte er beim Drittligisten Doncaster Rovers einen Neuanfang. Dort stieg er jedoch in seinem ersten Jahr in die Viertklassigkeit ab und nach zwei weiteren von wenig Erfolg begleiteten Spielzeiten verkündete er im März 1961 auch dort den Rückzug.
Jack Crayston starb 1992 im Alter von 82 Jahren.

## Erfolge
- 2 × englischer Meister mit dem FC Arsenal (1935, 1938)
- 1 × englischer Pokalsieger mit dem FC Arsenal (1936)